# Desprescripció
La desprescripció és un procés de reducció o interrupció gradual de la medicació per aconseguir millors resultats de salut reduint l'exposició a medicaments que són potencialment nocius o que ja no es necessiten. És important tenir en compte la desprescripció amb els objectius de salut i atenció canviants al llarg del temps, així com la polimedicació i els efectes adversos. La desprescripció pot millorar l'adherència, el cost i els resultats de salut, però pot tenir efectes adversos en la retirada de fàrmacs. Més concretament, la desprescripció és el procés planificat i supervisat d'interrompre intencionadament un medicament o reduir-ne la dosi per millorar la salut de la persona o reduir el risc d'efectes secundaris adversos. La desprescripció es fa normalment perquè el medicament pot estar causant danys, pot ja no estar ajudant el pacient o pot ser inadequat per a la situació actual del pacient. La desprescripció pot ajudar a corregir la polimedicació i la cascada de prescripcions.
La desprescripció sovint es fa a persones que tenen múltiples afeccions a llarg termini (multimorbiditat), persones grans i persones que tenen una esperança de vida limitada. En totes aquestes situacions, certs medicaments poden contribuir a un augment del risc d'esdeveniments adversos, i les persones es poden beneficiar d'una reducció en la quantitat de medicació presa. La desprescripció té com a objectiu reduir la càrrega i els danys de la medicació alhora que manté o millora la qualitat de vida. "El fet que un pacient hagi tolerat una teràpia durant un llarg període no vol dir que continuï sent un tractament adequat. S'ha de fer una revisió atenta del règim de medicació d'un pacient en el context de qualsevol canvi en l'estat mèdic i els possibles beneficis futurs, i s'ha de considerar la possibilitat d'un assaig de discontinuació de la medicació per a aquells fàrmacs que ja no siguin necessaris."
El procés de desprescripció sol estar planificat i supervisat per professionals sanitaris. Per a alguns, la definició de desprescripció inclou només la suspensió completa d'un medicament, mentre que per a altres, la desprescripció també inclou la reducció de la dosi, cosa que pot millorar la qualitat de vida (minimitzar els efectes secundaris) i alhora mantenir els beneficis.